# 楊澥
楊 澥（よう かい、1780年 - 1850年）は、中国清朝中期の篆刻家、書画家である。もとの名は海。字は竹塘、号は龍石・石公山人、晩年に野航と号する。蘇州府呉江県の人。
金石学と考証学を究めた。篆刻は浙派に属し、秦・漢の古印を原点に装飾性を抑えて素朴な味わいの作風だった。